# 신동문
신동문(辛東門, 1928-1993)은 대한민국의 시인이다. 
충북 청주 출생이며, 서울대 문리대를 중퇴했다. 1956년 조선일보 신춘문예에 <풍선기>(風船期)가 당선됨으로써 문단에 등장했는데, 그의 시에는 사회현실에 대한 저항과 참여의 정신이 반영되어 있다. 시집에 《풍선과 제3포복》(1956)이 있다. 세찬 비바람이 휘몰아치는 것 같은 잦은모리(자진모리장단) 가락으로 얼굴은 하얗고 손목 가느다란 이른바 먹물들 ‘스노비즘’을 꾸짖는 <내 노동으로>를 마지막으로 서울을 떠난 시인이었다.